# Kana Osafune
Kana Osafune (長船 加奈, Osafune Kana), née le 16 octobre 1989, est une joueuse internationale de football japonaise.

## Biographie
Le 13 janvier 2010, elle fait ses débuts dans l'équipe nationale japonaise contre l'équipe du Danemark. Elle compte 15 sélections et 2 buts en équipe nationale du Japon de 2010 à 2015.

## Statistiques
Le tableau ci-dessous présente les statistiques de Kana Osafune en équipe nationale
| Équipe du Japon | Équipe du Japon | Équipe du Japon |
| Année           | Matchs          | Buts            |
| --------------- | --------------- | --------------- |
| 2010            | 3               | 0               |
| 2011            | 0               | 0               |
| 2012            | 1               | 0               |
| 2013            | 4               | 0               |
| 2014            | 6               | 2               |
| 2015            | 1               | 0               |
| Total           | 15              | 2               |